# Pararge herdoniaepar
Pararge herdoniaepar är en fjärilsart som beskrevs av Ruggero Verity 1953. Pararge herdoniaepar ingår i släktet Pararge och familjen praktfjärilar. Inga underarter finns listade i Catalogue of Life.